# ハイデンハイン
ハイデンハイン (Dr. Johannes Heidenhain GmbH) は、ドイツのバイエルン州トラウンロイトに本社を置く、リニアエンコーダ、角度エンコーダ、ロータリエンコーダ、デジタル表示カウンタを開発・製造する企業である。
これらの製品はとりわけ工作機械に多く用いられている。日本国内にドイツ本社の100%子会社のハイデンハイン株式会社がある。

## 歴史
- 1889年にウィルヘルム・ハイデンハインがベルリンに設立した金属エッチング工場が始まりで、テンプレート、会社のプレート、製品ラベル、目盛りなどを製造。
- 第二次世界大戦後の1948年、オットー・ハーンの弟子であるヨハネス・ハイデンハイン博士がトラウンロイトに現在の会社を設立。
- 1968年、ハイデンハインが最初のデジタル表示器を製造。
- 1976年、ハイデンハイン社初の数値制御装置を開発。